# ماتارا
ماتارا هي مستوطنة، تقع في المقاطعة الجنوبية (سريلانكا)، بلغ عدد سكانها 68,244 نسمة وذلك حسب إحصائيات سنة 2011م.